# Anolis lividus
Espèce
Synonymes
- Ctenonotus lividus (Garman, 1887)

Anolis lividus est une espèce de sauriens de la famille des Dactyloidae.

## Répartition
Cette espèce est endémique de Montserrat.

## Description
Les mâles mesurent jusqu'à 70 mm et les femelles jusqu'à 52 mm.

## Publication originale
- Garman, 1887 : On West Indian reptiles. Scincidae. Bulletin of the Essex Institute, vol. 19, p. 51-53 (texte intégral).